# Jestem...suplement
Jestem...suplement este o compilație de single-uri lansată de trupa poloneză Bednarek, lansate pe 5 decembrie 2013 de Lou & Rocked Boys. Albumul s-a clasat pe locul 17 în topul Polish Albums Chart.

## Ordinea pieselor pe album
1. Salut! (live Przystanek Woodstock 2013)
2. Could You be loved
3. Jestem… (Sobą)feat. RMX White House Records
4. Fly Away (Studio AS One Dub Version)
5. Think About Tomorow (live Mam Talent Show)
6. Nie chce wyjeżdżać (live Przystanek Woodstock 2013)
7. Cisza RMX feat. Jelonek
8. Jest Takie Miejsce feat. Dawid Portasz
9. Think about tomorow (bonus video)
10. Nie chcę wyjeżdżać stąd (bonus video)
11. Cisza (bonus video)